# Inspiration (album)
Pour les articles homonymes, voir Inspiration.
Albums de Yngwie Malmsteen
Magnum Opus
(1995) Facing the Animal
(1997)
Inspiration est le neuvième album studio du guitariste Yngwie Malmsteen, sorti en 1996. Il s'agit d'un album de reprises.

## Liste des plages
1. Carry On Wayward Son (Kansas)
2. Pictures Of Home (Deep Purple)
3. Gates Of Babylon (Rainbow)
4. Manic Depression (Jimi Hendrix)
5. In The Dead Of Night (UK)
6. Mistreated (Deep Purple)
7. Sails Of Charon (Scorpions)
8. Demon's Eye (Deep Purple)
9. Anthem (Rush)
10. Child in Time (Deep Purple)
11. Spanish Castle Magic (bonus pour le Japon - Jimi Hendrix).

## Équipe artistique
- Yngwie Malmsteen - Guitare & Basse
- Jeff Scott Soto - chant
- Mark Boals - chant
- Joe Lynn Turner - chant
- Mats Olausson - claviers
- Jens Johansson - claviers
- David Rosenthal - claviers
- Marcel Jacob - Basse
- Anders Johansson - batterie

## Autour de l'album
- Un clip a été tourné pour Carry On Wayward Son. Coup du sort, il s'agit du deuxième clip d'Yngwie Malmsteen où apparait le chanteur Mark Boals, alors qu'en fait, il s'agit de Jeff Scott Soto qui chante !
- Il existe une édition deux disques avec une longue interview et des extraits de plusieurs démos inédites de Malmsteen : Merlin's Castle (1980), Soft Prelude In G Minor (1982), Hunted (1978) et Evil, un inédit de 1992. Merlin's Castle et Soft Prelude In G Minor (une introduction acoustique au long titre Black Magic Suite Op. 3 mais qui a également été enregistré de manière indépendante sous le nom Memories pour l'album Odyssey) figurent sur The Genesis, un album présentant six démos du début des années 80. Hunted n'est jamais paru officiellement mais reste disponible sur le bootleg The Powerhouse Demos 1978, un disque fait d'enregistrements très anciens et de bonne qualité où l'on retrouve des versions instrumentales très longues de Merlin's Castle et Black Magic Suite Op. 3 sous le nom Vikings Battle.
- Une rumeur persistante soutient qu'une vingtaine de chansons furent enregistrées pour l'album dont certaines de Genesis.
- La tournée qui a suivi a vu le retour de deux anciens musiciens d'Yngwie : le chanteur Mark Boals présent sur l'album Trilogy et le bassiste Barry Dunaway qui avait joué lors de la tournée pour l'album Odyssey. La batterie était assurée par Tommy Aldridge qui avait joué avec Ozzy Osbourne ou bien Whitesnake.